# Camp Century

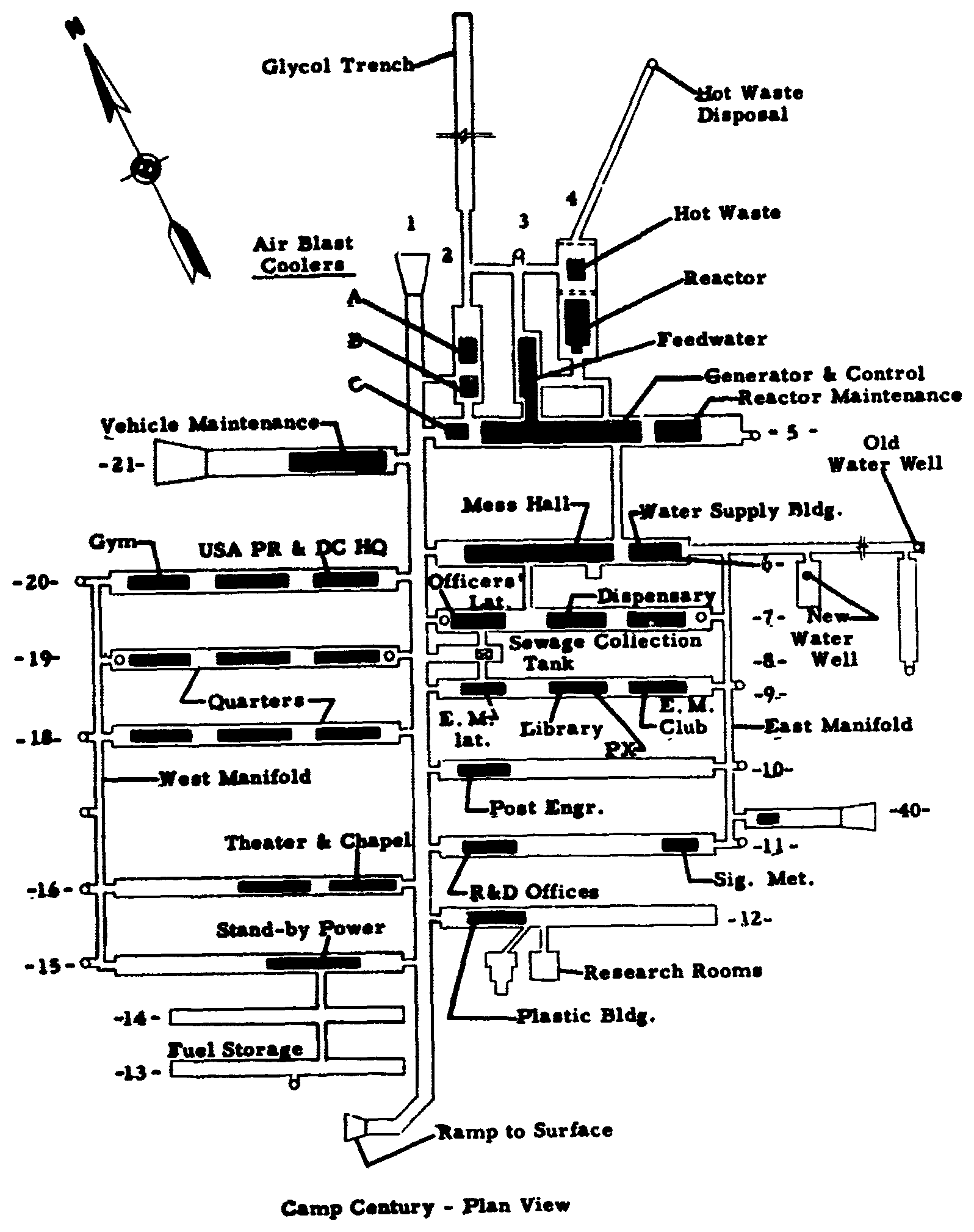
Camp Century layoutplan

Camp Century is een verlaten militaire basis van de Verenigde Staten in Groenland. Deze basis, voorzien van kernreactor werd gebouwd van 1959 tot 1960. De basis maakte deel uit van het Project Iceworm tijdens de Koude Oorlog.
Op de ingangen en veiligheidsuitgangen na, ligt de gehele basis meters onder de oppervlakte van de ijskap. Hoewel Groenland deel uitmaakt van het Deens grondgebied, waar het opslaan van nucleaire wapens bij wet verboden is, was het de bedoeling hier raketten met kernkoppen te installeren.
In 1964 werd de reactor stilgelegd en in 1967 werd de basis definitief gesloten. 

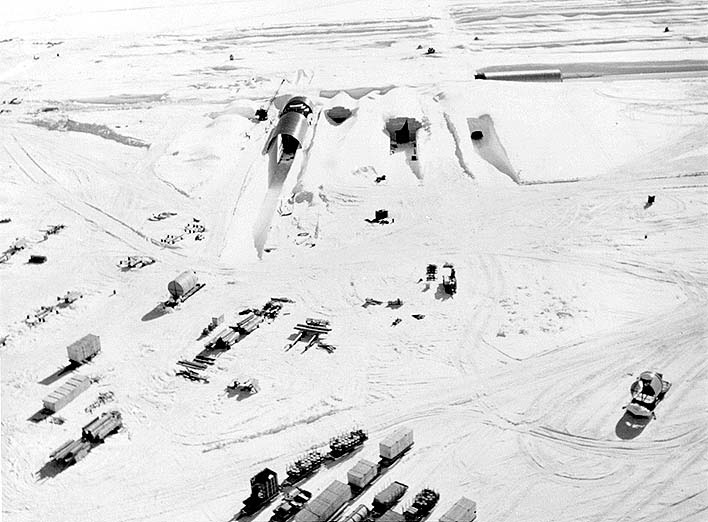
Ingang van de basis

## Nasleep
- Bij het uitboren van de gangen werden stukken ijs en ook bevroren sediment meegenomen voor onderzoek. In dit sediment werden door de Universiteit van Vermont plantenresten aangetroffen, waarmee was aangetoond, dat Groenland ooit een groen land was geweest.[1]
- Het afsmelten van de ijskap op Groenland zorgt voor bezorgdheid inzake stabiliteit en blootliggen van het kamp. Er zou nog 200.000 liter brandstof en 240.000 liter vervuild water op de locatie aanwezig zijn, in roestende vaten. Wanneer deze bloot zouden komen te liggen door het afsmelten van de beschermende ijslaag, zouden deze zich in het milieu verspreiden.